# ساوک اسنتر (مینه‌سوتا)
ساوک اسنتر، مینه‌سوتا (به انگلیسی: Sauk Centre, Minnesota) یک شهر در ایالات متحده آمریکا است که در مینه‌سوتا واقع شده‌است.

## خصوصیات
ساوک اسنتر ۱۱٫۰۱ کیلومترمربع مساحت و ۴٬۳۱۷ نفر جمعیت دارد و ۳۸۱ متر بالاتر از سطح دریا واقع شده‌است.